# هيرغليفية

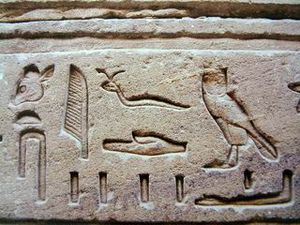

الهيرُغليفية هي نظام كتابة فكرية تستعمل فيه رموز تصويرية للتعبير عن أصوات اللغة. من أشهر الكتابات الهيرغليفية الهيرغليفية المصرية.

## حواش
1. ↑  من الإغريقية ἱερογλυφικός ترجمة المصرية | R8 | S43 | Z3 | مدو نثر [mdw nṯr] "كلام الله")